# Ostrov, Constanța
Ostrov là một xã ở hạt Constanţa, România.

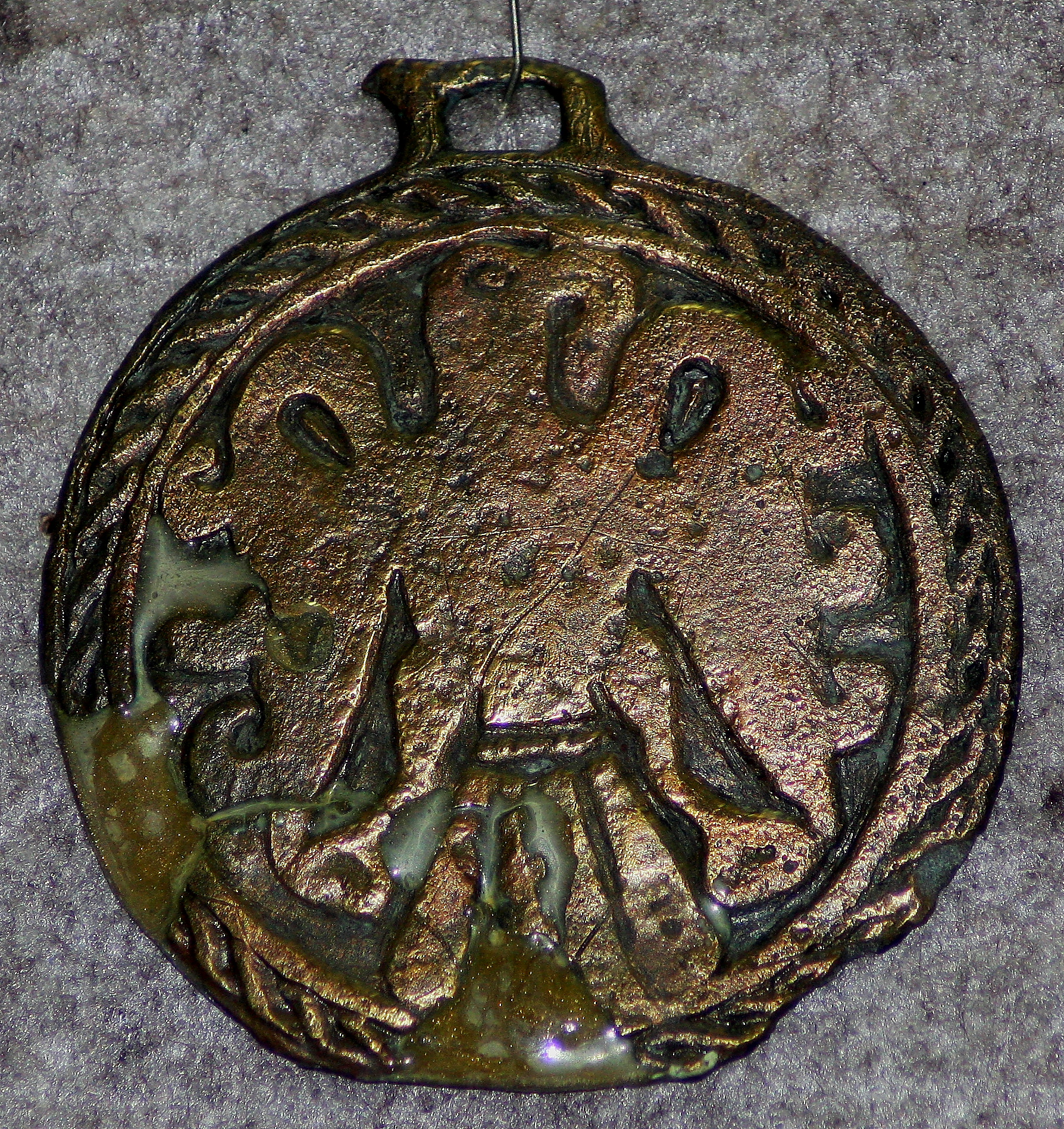
Hiện vật từ Păcuiul Lui Soare

Xã này có 6 làng:
- Ostrov
- Almălău
- Bugeac (tiếng Thổ Nhĩ Kỳ: Bucak)
- Eşechioi (tiếng Thổ Nhĩ Kỳ: Eşeköy)
- Galiţa
- Gârliţa